# Kite (album)
Kite è il secondo album in studio della cantante inglese Kirsty MacColl, pubblicato nel 1989.

## Tracce
1. Innocence – 4:09 (Kirsty MacColl, Pete Glenister)
2. Free World – 2:38 (MacColl)
3. Mother's Ruin – 3:57 (MacColl, Glenister)
4. Days – 3:00 (Ray Davies)
5. No Victims – 3:50 (MacColl)
6. Fifteen Minutes – 3:12 (MacColl)
7. Don't Come the Cowboy with Me Sonny Jim! – 3:47 (MacColl)
8. Tread Lightly – 3:20 (MacColl, Glenister)
9. What Do Pretty Girls Do? – 2:37 (MacColl, Glenister)
10. Dancing in Limbo – 2:51 (MacColl)
11. The End of a Perfect Day – 3:23 (MacColl, Johnny Marr)
12. You and Me Baby – 2:31 (MacColl, Marr)

Tracce Bonus Edizione CD
1. You Just Haven't Earned It Yet, Baby – 2:50 (Morrissey, Marr)
2. La Forêt de Mímosas – 3:36
3. Complainte Pour Ste Catherine – 3:33 (Anna McGarrigle, Philippe Tatartchef)